# Tasiocera niphadias
Tasiocera niphadias är en tvåvingeart som först beskrevs av Alexander 1925.  Tasiocera niphadias ingår i släktet Tasiocera och familjen småharkrankar. Inga underarter finns listade i Catalogue of Life.